# Damian z Pawii
Damian z Pawii, wł. Damiano di Pavia (zm. 12 kwietnia 710 lub 711) – biskup Pawii (od 680 do śmierci), święty Kościoła katolickiego.
W latach 679-680 uczestniczył w synodzie mediolańskim. Sakrę otrzymał jako następca św. Anastazego. Jego list, adresowany do Konstantyna IV, potępiający monoteletyzm, odczytano na soborze konstantynopolitańskim III. Za sprawą tego listu powstała legenda jakoby św. Damian był posłem do heretyckiego patriarchy Konstantynopola Jerzego.
Jego wspomnienie liturgiczne obchodzone jest za Martyrologium Rzymskim w dzienną pamiątkę śmierci.
Relikwie świętego znajdują się w diecezjalnej katedrze w Pawii.